# Злочев
Зло́чев (пол. Złoczew) — місто в південно-центральній Польщі.
Належить до Сєрадзького повіту Лодзького воєводства.

## Демографія
Демографічна структура станом на 31 березня 2011 року:
|          | Загалом | Допрацездатний вік | Працездатний вік | Постпрацездатний вік |
| -------- | ------- | ------------------ | ---------------- | -------------------- |
| Чоловіки | 1635    | 350                | 1127             | 158                  |
| Жінки    | 1805    | 361                | 1055             | 389                  |
| Разом    | 3440    | 711                | 2182             | 547                  |